# Франк Кастело
Франк Кастело (Frank Costello), роден Франческо Кастиля (Francesco Castiglia), поради което Costello се произнася Кастило, но може да се срещне и като Франк Костело е американски гангстер от италиански произход, глава на Коза ностра в Ню Йорк, един от най-влиятелните в историята на САЩ.

## Биография
Когато е на 9 години, заедно с майка си и брат си пристига в Америка. На 13-годишна възраст е член на банда и започва да използва името Франки. Попада в затвора през 1908 и 1912 година за кражби и сбивания. През 1915 година се жени и отново попада в затвора – за притежание на незаконно оръжие. След този случай той не се занимава повече с улични престъпления и успява да избегне затвора за следващите 37 години.
През 1916 година официално сменя името си на Франк Кастело. Работи съвместно с Лъки Лучано. Умира от инфаркт на миокарда.